# Bolt (film fra 2008)
 For alternative betydninger, se Bolt (flertydig). (Se også artikler, som begynder med Bolt)
Bolt er en amerikansk computeranimeret film fra 2008, produceret af Walt Disney Pictures

## Handling
Bolt (John Travolta på dansk David Owe) er en hvid schæfer på 5 år, som tror at han er en superhund.
Hans ejer Penny (Miley Cyrus på dansk Camilla Schnack Tellefsen) er skuespiller, og sammen banker de banditter med laserøjne og vuf.
En dag kommer han ved en fejltagelse til New York, og må med to nye venner, katten Mittens og hamsteren Rhino, finde tilbage til Hollywood. Det bliver et lærerigt eventyr.

## Historie
Bolt fik verdenspremiere 21. november og Danmarkspremiere 6. februar 2009.
I USA bliver den også kaldt 'Bolt 3D' da de mener at den skal ses med 3D briller.